# 地面力量一号

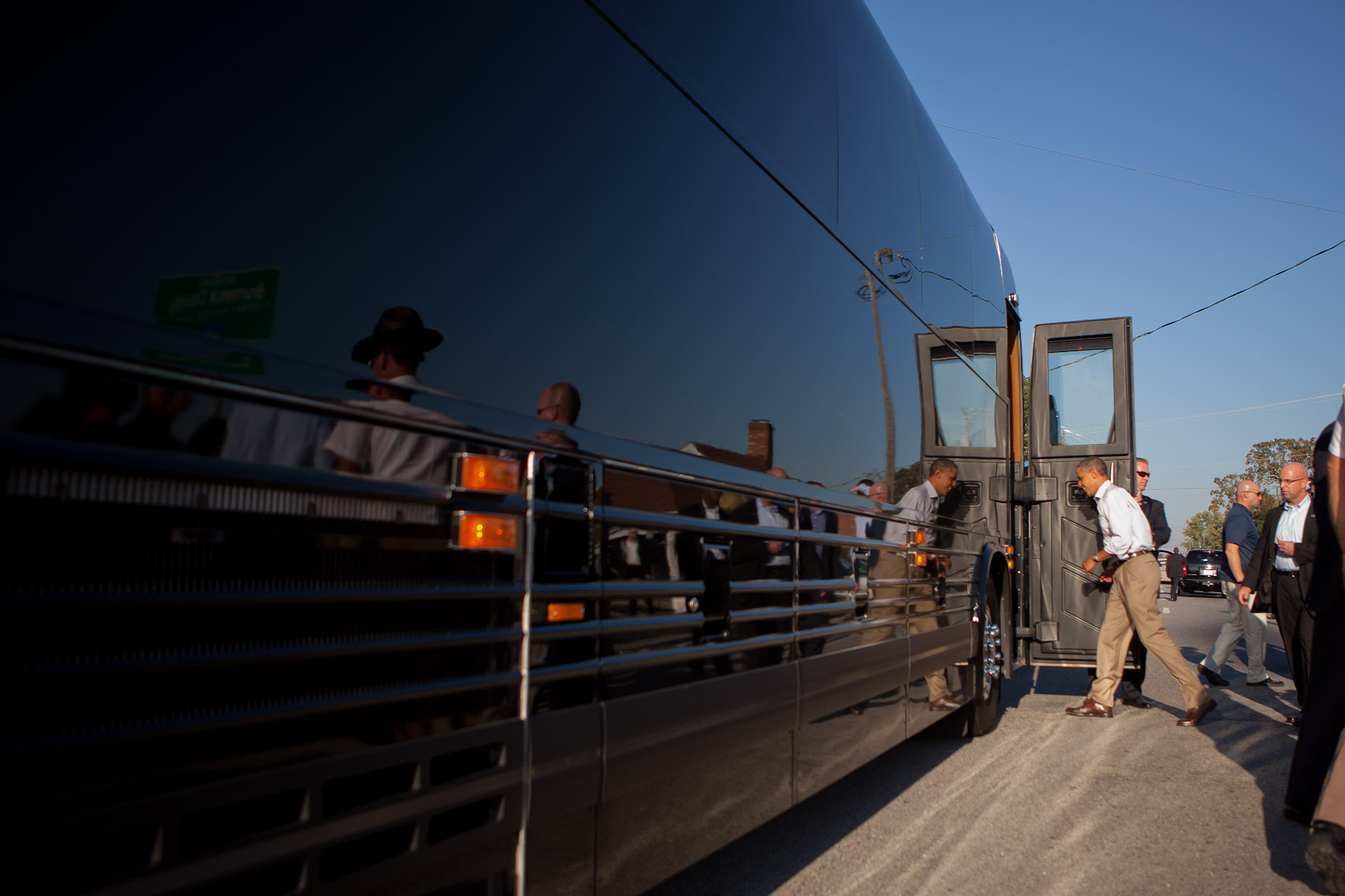
奥巴马总统搭乘“地面力量一号”，摄于2011年

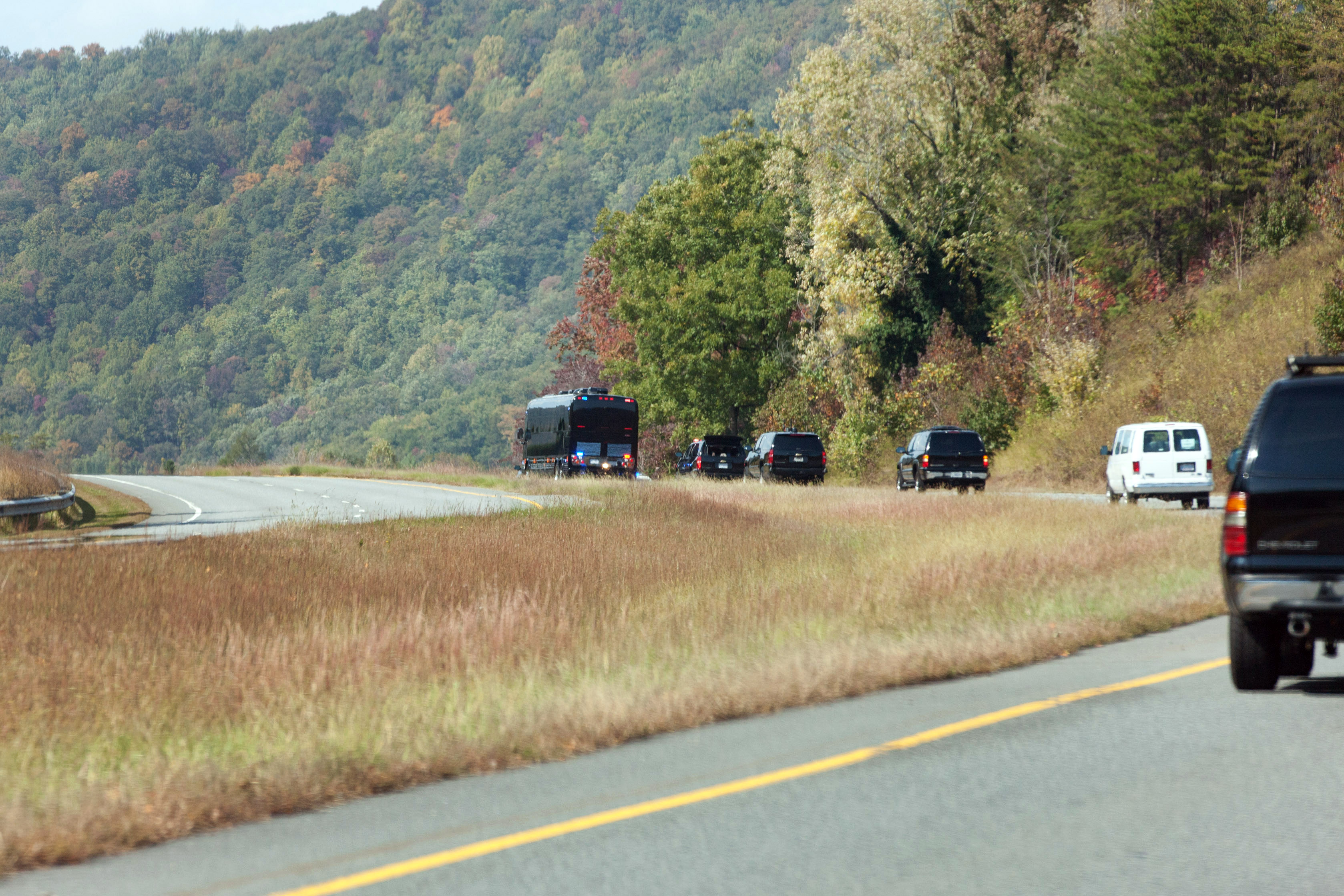
以“地面力量一号”为首的一列车队，摄于2011年

“地面力量一号”（英語：Ground Force One）是美国总统以及其他政要搭乘的装甲车巴士之非正式代号。

## 另見
- 美國總統座車
- 空軍一號